# Paul Walsh
Paul Anthony Walsh (Plumstead, 1 oktober 1962) is een Engels voormalig voetballer. Hij speelde doorgaans als centrumspits of als schaduwspits. Walsh kwam onder meer uit voor Liverpool, Tottenham Hotspur en Manchester City. Tussen 1983 en 1984 kwam hij vijf maal in actie voor het Engels voetbalelftal.

## Clubcarrière
Liverpool-icoon Bob Paisley beschreef Walsh als een individualist met snelheid en dribbelvaardig. Walsh begon zijn profcarrière bij Charlton Athletic in 1979. Uit een totaal van 100 officiële wedstrijden scoorde hij 31 doelpunten voor de Addicks. In 1982 verhuisde Walsh naar toenmalig eersteklasser Luton Town. Hier scoorde hij 29 keer uit 92 officiële wedstrijden en werd hij uiteindelijk opgepikt door Liverpool. Joe Fagan, de manager van Liverpool, voorzag £ 700.000 ,- voor de transfer van Walsh. Walsh speelde vier jaar op Anfield, maar echt overtuigen deed hij niet door de concurrentie van veteraan Kenny Dalglish, ruwe diamant Ian Rush en John Aldridge. Met Liverpool verloor Walsh de finale van de UEFA Champions League / Europacup I in 1985 tegen het Italiaanse Juventus in het Koning Boudewijnstadion te Brussel. In de finale was Walsh linksmidden. De finale werd gespeeld ondanks het Heizeldrama, dodelijke supportersrellen, wat vooraf ging. In 1986 werd Walsh landskampioen met Liverpool.
Walsh zou finaal 37 maal scoren uit 112 officiële wedstrijden voor Liverpool. Tottenham Hotspur lijfde hem in voor een bedrag van £ 500.000 ,- waardoor Liverpool verlies maakte op de aanvaller. Walsh begon echter buitensporig te drinken, wat zijn carrière enige tijd in het slop heeft gebracht. Ook David Howells, WK-ganger Terry Fenwick en Neil "Razor" Ruddock (ex-Liverpool) kampten met een drankprobleem bij Spurs. In 1991 won hij de FA Cup met Spurs, door in de finale te winnen van Nottingham Forest met 1–2. Walsh viel in voor Vinny Samways. Verlengingen waren benodigd. Forest-voorstopper Des Walker maakte daarin een eigen doelpunt.
Walsh verruilde Spurs in 1992 voor tweedeklasser Portsmouth en debuteerde tegen Bristol City op 15 augustus 1992 (3–3). Tijdens de seizoenen 1993/94, 1994/95 en 1995/96 speelde hij voor Premier League-club Manchester City als spitsbroeder van Uwe Rösler. Walsh maakte 16 goals voor de club uit 53 competitiewedstrijden.
Paul Walsh beëindigde zijn profcarrière bij Portsmouth, waar zijn Spurs-ploeggenoot Terry Fenwick destijds trainer was, in 1996 wegens een knieblessure.

## Erelijst
| Competitie                |           |           |
| Competitie                | Aantal    | Jaren     |
| Liverpool                 | Liverpool | Liverpool |
| ------------------------- | --------- | --------- |
| Engels landskampioenschap | 1×        | 1985/86   |
| Football League Super Cup | 1×        | 1985/86   |
| Tottenham Hotspur         |           |           |
| FA Cup                    | 1×        | 1990/91   |
| FA Charity Shield         | 1×        | 1991      |